# 藤宮幸弘
藤宮 幸弘（ふじみや ゆきひろ、? - ）は日本の漫画家。

## 作品一覧
- クロスポイント（1994年6月 - 1997年4月、月刊コミックドラゴン）
- 変形合体殺人事件　～アニメーション入門講座～
- HELL COP
- 無敵刑事 大打撃
- 世紀末同人誌伝説 （原作：水谷潤）
- ストップ鷹万太郎 （原作：水谷潤）
- まんが株入門講座 （原作：水谷潤、全2巻）

| スタブアイコン | サブスタブ | この項目は、まだ閲覧者の調べものの参照としては役立たない、漫画家・漫画原作者に関連した書きかけの項目です。この項目を加筆・訂正などしてくださる協力者を求めています（P:漫画/PJ:漫画家）。 |